# Monte Baume
El monte Baume (en inglés: Mount Baume) es una elevación de 1910 m s. n. m. ubicada a medio camino a lo largo del flanco norte del glaciar Novosilski cerca del extremo sureste de Georgia del Sur, en el océano Atlántico Sur, cuya soberanía está en disputa entre el Reino Unido el cual las administra como «Territorio Británico de Ultramar de las islas Georgias del Sur y Sandwich del Sur», y la República Argentina que las integra al Departamento Islas del Atlántico Sur, dentro de la Provincia de Tierra del Fuego, Antártida e Islas del Atlántico Sur. Fue examinado por el South Georgia Survey (SGS) en el período 1951-1957 y su nombre proviene de Louis C. Baume, un miembro de la SGS entre 1955 y 1956.